# Rio Făgetu
O Rio Făgetu é um rio da Romênia, afluente do Rio Doamnei, localizado no distrito de Argeş.